# 야르밀라 크라토츠빌로바
야르밀라 크라토츠빌로바(체코어: Jarmila Kratochvílová, 1951년 1월 26일 ~ )는 전 체코슬로바키아의 육상 선수로 1983년 세계 육상 선수권 대회에서 400m와 800m를 우승하면서 400m 세계 기록을 세웠다. 또한 그 해에 현재 육상에서 가장 오래 남아있는 800m 세계신기록을 세우기도 하였다.

## 생애
골추프 예니코프에서 태어난 크라토츠빌로바는 1983년에 1분 53.28초의 800m 세계 신기록은, 육상 종목 중 가장 오랜 기간 동안 깨지지 않고 남아있다. 직후에 열린 세계 육상 선수권 대회에서 800m를 우승하고, 400m를 우승하는 데 47.99초의 세계 기록을 세웠다.
크라토츠빌로바의 400m 세계 기록 47.99초는 1985년 마리타 코흐의 47.60초에 의해 깨질 때까지 2년간의 세계기록이었다. 1985년 이후로 코흐의 400m 세계 기록 47.60초는 30년이 넘도록 깨지지 않고 있다.
코흐와 크라토츠빌로바는 400m 경주에서 48초의 장벽을 허문 단 둘의 여성 선수이다.

## 개인 기록
1983 세계 육상 선수권 대회 400m, 47.99초 (대회 기록)
1983 서독 뮌헨 800m, 1:53.28초 (현재 세계 기록)
1982 이탈리아 밀라노 400m, 49.59초 (실내 세계 기록)